# 曼達維市
曼達維市又譯作曼達威市或萬那威市），是菲律宾宿霧省的一个城市，約有一萬家商業機構位於此地，被認為是「宿霧島的心臟」。曼達維是宿霧省的兩個高度都市化城市之一，另一個是該省省會宿霧市，兩座城市位置接近，組成了宿霧都會區的核心地帶。
萬達維市橫跨麥丹島（拉普拉普市所在地），設有菲律賓的第二大繁忙機場──麥克坦－宿霧國際機場，經麥丹－宿霧大橋及馬塞洛費南橋（機場和宿霧市間僅有的兩條路線）連接麥丹島。

## 行政區劃
曼達維市劃分為27個描籠涯：
| - 阿朗阿朗（Alang-alang） - 巴奇里（Bakilid） - 巴尼萊（Banilad） - 巴撒克（Basak） - 咖班卡蘭（Cabancalan） - 坎拔羅（Cambaro） - 堪瀆曼（Canduman） - 卡希禮（Casili） - 卡森廷干（Casuntingan） - Centro (Pob.) - 窟巴可（Cubacub） - 圭座（Guizo） - 依巴堡-伊斯塔夏（Ibabao-Estancia） - 甲勾匕杳（Jagobiao） | - 拉波貢（Labogon） - 捋墺（Looc） - 瑪桂凱（Maguikay） - 莽圖永（Mantuyong） - 甌麃（Opao） - 帕克納安（Pakna-an） - 帕格撒本崗（Pagsabungan） - 蘇邦搭固（Subangdaku） - 塔伯客（Tabok） - 塔哇松（Tawason） - 亭革（Tingub） - 提菠蘿（Tipolo） - 烏碼琶（Umapad） |

## 友好城市
- 菲律賓巴科洛德
- 菲律賓碧瑶
- 菲律賓武端市
- 菲律賓馬利金納
- 菲律賓朗芒芽地
- 菲律賓伊洛伊洛[5]
- 羅馬尼亞巴克烏[6]
- 伊拉克摩苏尔[7]

## 外部連結
- 维基共享资源上的相關多媒體資源：曼達維市
- PhilAtlas.com 上对曼达维市的简介 （页面存档备份，存于）
- 菲律賓標準地理代碼